# Сердич, Даниил Фёдорович
Даниил Фёдорович Сердич (при рождении Данило Срдич, серб. Данило Срдић; 10 августа 1896 года, Верховина, Австро-Венгрия — 28 июля 1938 года, Москва) — советский военный деятель, комдив (1935 год).
Осужден и расстрелян в 1938 году по обвинению в участии в военном заговоре. Реабилитирован посмертно в 1957 году.

## Биография
Данило Срдич родился 10 августа 1896 года в деревне Верховина (ныне Хорватия) в семье сербского крестьянина. По национальности — серб. Получил начальное образование и два года проучился в железнодорожной школе. Работал ремонтным рабочим на железной дороге и мыловарне. В 1912 году в поисках заработка уехал в Россию. Сперва работал портовым грузчиком в Одессе, затем трудился токарем на заводе в Екатеринославе.
После начала Первой мировой войны Сердич вступил добровольцем в царскую армию. Службу проходил в Гродненском лейб-гвардии кавалерийском полку. В 1916 году зачислен в 1-ю Сербскую добровольческую дивизию, сформированную из военнопленных сербов, словенцев и чехов.
В августе 1916 года 1-я Сербская добровольческая дивизия была направлена на Балканский фронт. В боях с турецкой и болгарской армиями дивизия потеряла половину своего личного состава и была возвращена в Россию. Унтер-офицер Данило Сердич за отличие в боях с противником был награждён Георгиевским крестом.
После Февральской революции занялся революционной деятельностью. За участие в июльских выступлениях 1917 года была арестован Временным правительством и заключён в Петропавловскую крепость.
Из тюрьмы был освобождён в октябре 1917 года и принял участие в штурме Зимнего дворца.
В 1918 году вступил в ВКП (б).
В 1918 году командовал Первым сербским революционным отрядом на Украине и сражался против германских интервентов белогвардейцев. Впоследствии отряд возрос до полка.
После расформирования Первого югославского революционного полка в 1919 году Сердич был назначен командиром Отдельной кавалерийской бригады Первой Конной армии. С октября 1920 года командир кавалерийской бригады в составе той же армии.
Во время Перекопско-Чонгарской операции бригада Сердича отличилась при штурме Чонгарских укреплений за что Сердич был награждён Орденом Красного Знамени. Вторым Орденом Красного Знамени Сердич был награждён в 1930 году.
После Гражданской войны Сердич занимал должности командира бригады, дивизии, корпуса. С 1932 по 1935 год командовал 4-м стрелковым корпус, а с 1935 по 1937 год — 3-м кавалерийским корпусом в Белорусском военном округе. Член ЦК КП(б)Б и ЦИК Белорусской ССР в 1935—1937 годах
29 июня 1937 года Данило Сердич был уволен с военной службы. 15 июля он был арестован органами НКВД. 28 июля 1938 года Сердича признали виновным в участии в «военно-фашистском заговоре» и приговорили к смертной казни. Приговор был приведён в исполнение в тот же день.
Данило Сердич был посмертно реабилитирован 23 апреля 1957 года.

## Награды
- Два Орден Красного Знамени
- Георгиевский крест

## Личная жизнь
Был женат на Антонине Савельевне Сердич.
Сын — Вячеслав Сердич (1917—1944). После начала Великой Отечественной войны вступил добровольцем в Красную Армию и в 1944 году погиб в бою под Ленинградом.

## Память
Именем Данилы Сердича назван сквер и улица в Минске.